# Mali Poganac
Mali Poganac falu Horvátországban Kapronca-Kőrös megyében. Közigazgatásilag Sokolovachoz tartozik.

## Fekvése
Kaproncától 15 km-re, községközpontjától 4 km-re délnyugatra a  Kemléki-hegység keleti lejtőin fekszik.

## Története
Korabeli források alapján ezen a vidéken feküdt a középkori "Powsahegh" birtok.
A falunak 1857-ben 80, 1910-ben 169 lakosa volt. Trianonig Belovár-Kőrös vármegye Kaproncai járásához tartozott. 2001-ben a falunak 142 lakosa volt.

## Nevezetességei
A Szent Főangyaloknak szentelt temploma téglalap alaprajzú, egyhajós épület, keskenyebb, téglalap alaprajzú szentéllyel, valamint a homlokzat középső tengelyében 1777-ben épített harangtoronnyal. A templom a település szélén lévő temetőben, kiemelkedő helyen áll. 1893 -ban felújították. Dongaboltozatos, de a félköríves szentély felett kupola található. A belső teret félköríves ablakok világítják meg, amelyek a ferde kialakítású fülkéken belül helyezkednek el. A nyugati homlokzat mentén előcsarnokot alakítottak ki. A templom padlója téglával van kirakva, kivéve a szentélyt, ahol kőburkolat van. A főhomlokzatot pilaszterek osztják három részre. A templom késő barokk - klasszicista stílusjegyeket hordoz, és nagyrészt eredeti formájában megőrződött.